# Патријаршијски управни одбор Српске православне цркве
Патријаршијски управни одбор Српске православне цркве је врховна извршна (управна и надзорна) власт над црквено-самоуправним органима (раније и извршни орган Патријаршијског савјета).
Предсједник Патријаршијског управног одбора је патријарх српски.
Извршни орган Патријаршијског управног одбора је Патријаршијска управна канцеларија, а њу чине три одељења: Опште - правно, Финансијско и Економско одељење. На челу Патријаршијске управне канцеларије налази се директор,  док свако од наведених одељења има начелника. Директора Патријаршијске управне канцеларије поставља Свети архијерејски синод, а начелнике одељења Патријаршијски управни одбор.

## Састав
Патријаршијски управни одбор састављају: патријарх (односно његов законити замјеник), два члана Светог архијерејског синода, један представник манастира, три свештеника и седам световњака. Чланове Светог архијерејског синода одређује Свети архијерејски синод из своје средине, а остале редовне чланове и њихове замјенике Патријаршијски савјет из своје средине, на шест година.
У случајевима потребе, а нарочито гдје се тражи сагласност Светог архијерејског синода и Патријаршијског управног одбора, може патријарх или његов замјеник сазвати заједничку сједницу оба тијела ради савјетовања и рјешавања.
Патријаршијски управни одбор пуноважно рјешава ако је на сједници присутна натполовична већина свих чланова. Одлуке се доносе већином гласова присутних. У случају једнаке подјеле гласова одлучује глас онога који предсједава. Он и проглашава донесене одлуке.

## Дјелокруг
Патријаршијски управни одбор:
- објављује и извршава, уколико у његов дјелокруг спадају, уредбе и одлуке Патријаршијског савјета;
- контролише самоуправне црквене органе у њиховом раду и ради тога по потреби шаље своје нарочите изасланике;
- доноси за опште потребе Српске православне цркве предрачун општих расхода и прихода и саставља завршне рачуне које подноси на одобрење Патријаршијском савјету;
- одобрава за потребе епархија предрачуне расхода и прихода и завршне рачуне епархија и одобрава епархијски разрез приноса од црквених општина и манастира;
- одобрава оснивање фондова, примање задужбина (заклада) и њихових правила;
- управља фондовима, задужбинама (закладама) и добрима која су намијењена општим потребама Цркве и врши надзор и контролу над свима црквеним фондовима, задужбинама (закладама) и добрима;
- стара се да цркве, манастири и све друге црквеновјерске установе имају законске доказе о својини својих добара;
- припрема и израђује у границама свога дјелокруга извјештаје и предлоге из области црквене самоуправе и подноси их Патријаршијском савјету;
- објављује штампане извештаје о стању свих црквених фондова и задужбина (заклада);
- коначно рјешава о задужењу и отуђењу непокретних црквених имања која су намијењена општим потребама цркве и одобрава такве одлуке у погледу епархијских, манастирских и црквеноопштинских имања, у оба случаја, ако сума не прелази 2.000.000 динара;
- коначно рјешава о отписивању потраживања која припадају општој црквеној имовини Српске православне цркве, а за која се докаже да се од дужника не могу наплатити и о расходовању ствари те имовине и одобрава такве одлуке у погледу епархијских, манастирских и црквеноопштинских потраживања и расходовања ствари ако сума прелази, и то код потраживања 50.000 динара, а код расходовања ствари 100.000 динара;
- одобрава одлуке у свима случајевима узимања или давања под закуп имања црквеноопштинских, манастирских и епархијских ако је закупна цијена већа од 200.000 динара годишње, а код осталих имања без обзира на висину закупне цијене;
- рјешава по жалбама коначно у посљедњем степену по оним предметима које епархијски савјети односно епархијски управни одбори рјешавају у првом односно другом степену;
- бира своје сталне чиновнике и остале службенике које патријарх поставља и утврђује декретом;
- управља у споразуму са Светим архијерејским синодом просвјетним и добротворним заводима за цијелу Цркву који се издржавају на терет предрачуна расхода и прихода за опште потребе Цркве. Од овога се изузимају монашке, богословске и друге вјерско-просвјетне школе и заводи чија управа спада у надлежност Светог архијерејског синода;
- настојава да се оснивају фондови и задужбине на корист Цркве;
- прописује пословник за себе и за епархијске савјете које одобрава Патријаршијски савјет;
- врши по потреби и друге послове материјалне природе уколико по Уставу не спадају у чију другу надлежност.